# N’Golobougou
N’Golobougou es una localidad y comuna del círculo de Dioila, región de Kulikoró, Malí. Su población era de 15.789 habitantes en 2009.